# Hemprichs tok
De Hemprichs tok (Lophoceros hemprichii synoniem Tockus hemprichii) is een neushoornvogel die voorkomt in Oost-Afrika. De naam is een eerbetoon van Christian Gottfried Ehrenberg aan zijn jong overleden vriend en reisgenoot Friedrich Wilhelm Hemprich.

## Beschrijving
De Hemprichs tok is 56 tot 59 cm lang. Deze tok is iets groter dan de kuiftok met een wat slankere, dofrode snavel. De vogel is overwegend zwartgrijs met een witte buik en witte randjes op de vleugedekveren en naast de twee donkere buitenste staartpennen zitten witte staartveren.

## Verspreiding en leefgebied
De Hemprichs tok komt voor in Ethiopië, Djibouti, Eritrea, Kenia, Somalië, Soedan en Oeganda. De vogel is nergens algemeen, komt alleen plaatselijk voor in gebieden met rotsen en kliffen waarin de vogel broedt.

## Status
De grootte van de populatie is niet gekwantificeerd, maar er is geen aanleiding te veronderstellen dat de soort bedreigd wordt in zijn voortbestaan, daarom staat de Hemprichs tok als niet bedreigd op de Rode Lijst van de IUCN.